# Las Vegas Wranglers
Las Vegas Wranglers er et professionelt ishockeyhold der spiller i den bedste nordamerikanske række ECHL. Klubben spiller sine hjemmekampe i Orleans Arena i Las Vegas, Nevada, United States.